# Дарије I
Дарије I Велики, (стперс. ; 549. п. н. е.–485. п. н. е.), персијски цар (521. п. н. е.–485. п. н. е.) наследник Камбиза II, освајача Египта. Био је један од највећих владара старог истока. Пошто је угушио низ побуна у источним провинцијама, спровео је реорганизацију државне управе. Поделио је државу на 20 великих области (сатрапија) којима је дао одговарајућу аутономију, али да би их спречио да се одвоје, поделио је цивилну и војну власт у њима. Централну власт појачао је пореским системом којим су се огромне суме новца стицале у његову касу. Јединству царства служила је и путна мрежа коју је развио. Пошто је уредио војску и државу, кренуо је у освајачке ратове. Око 513. п. н. е. извео је безуспешни поход на Ските а затим започео са покоравањем малоазијских Грка. Угушио је Јонски устанак (499-494. п. н. е.), после чега су се развили Грчко-персијски ратови, завршени тек 449. п. н. е. Персија је у његово доба постала највећа држава старог века, све до појаве Александра.

## Долазак на власт
Дарије I је припадао племићкој породици унутар Персијског царства. Био је рођак Камбиза.
После убиства или самоубиства Камбиза II 522. п. н. е., узурпатор престола Гаумата је несметано владао као тобожњи Смердис, убијени син Кира Великог и брат Камбриза II. Нико се није усудио устати против лажног цара. Тачније нико осим Дарија I. Даријев отац и деда се нису усудили тражити престо од лажног цара Гаумате.
Дарије Велики уз помоћ шест племића изненађује и убија узурпатора октобра 521. п. н. е. у Међијанској тврђави.
Дарије Велики постаје краљ. Жени се с Атосом, женом лажног краља и кћерком Кира Великог. Имали су сина Ксеркса I., који ће наследити оца.
Изненадну промјену владара владари источних провинција су видели као добру прилику да добију независност. У Сузи, Вавилону, Медији, Сагарти узурпатори су скупљали армије иза себе. У Персији се опет појавио други лажни цар. Дарије међутим до 520./519. п. н. е. смирује све те побуне. Чак и Вавилон који се два пута бунио признао је власт Дарија Великог.

## Дарије влада Царством

### Европске и северно афричке кампање
Дарије Велики је 512. п. н. е. предузео рат против Скита. Велика персијска армија је прешла Босфор, заузела источну Тракију и прешла Дунав. Након што је отишао предалеко у степе, морао се вратити.
Пред крај владавине Дарија Великог почињу сукоби са Грцима.
Грчко-персијске ратове су започели сами Грци. У Јонији (данашња егејска обала Турске) грчки градови, који су укључивали велика средишта попут Милета и Халикарнаса, нису могли одржати своју независност и дошли су под власт Персијског царства средином 6. века. Грци су 499. п. н. е. подигли Јонски устанак, па су им Атина и неке Грчке области пристигле у помоћ. Одлучујућа битка одиграла се 494. п. н. е. код острва Лиде на улазу у милетску луку. Персијска флота, састављена од египатских и феничанских бродова, разбила је хеленске снаге. Милет је освојен и спаљен. Ови догађаји означили су слом Јонског устанка.
Неколико година после слома Јонског устанка Дарије је преузео велики поход на Хеладу. Изговарао се да жели да казни Атињане јер су пружили помоћ побуњеницима. Прва персијска експедиција је доживела пораз 492. п. н. е. Персијанци су се искрцали на Атици, али их је Грчка војска под водством атинског војсковође Милтијада поразила у Маратонској бици.

### Власт
Дарије Велики је био припадник зорастријске религије коју је основао пророк Заратустра.
Дарије је био велики државник и организатор. Унапредио је персијски административни систем и законе. Промјене закона су се тицале закона о доказима, ропству, подмићивањима и насиљу.
Време освајања је прошло, јер је сад имао огромну државу. Сад су се ратови које је подузимао сводили само са сврхом чувања природних граница царства и да држи варваре што даље од граница.
Тако Дарије подјармљује дивље народе понтских и јерменских планина, те проширује персијску доминацију и на Кавказ. Због истих разлога бори се и против иранских степских народа.
Током тих похода спроводи и војне реформе као што су увођење регрутовања, плата за војнике, обука војника.
Поделио је царство на 20 провинција, а сваком провинцијом, сатрапијом управљао је сатрап. Положај сатрапа је обично био наследан и био је јако аутономан, што је омогућавало да провинције имају различите законе, обичаје и владајућу класу. Свака провинција је имала обавезу да плаћа велики порез у злату или сребру. Многа подручја су због високих обавеза почела да економски назадују. Свака сатрапија је имала сатрапа, независног финансијског контролора и независног војног координатора. Тиме је власт унутар сатрапије била подељена, па је била смањена вероватност побуна.

### Грађевински подухвати
Током Даријеве владавине започети су многи грађевински пројекти. Један од највећих је градња Персепоља, нове престолнице Персије. Зидине престонице су биле 20 m. високе, а 10 m. дебеле.
Ископао је канал од Нила до Суеца, тако да су бродови могли доћи из Нила, кроз канал до црвеног мора до Персије.
Изградио је бројне путеве, а најпознатији су од Сузе до Персепоља и од Сарда до Сузе, који је познат и као Краљевски пут.

### Економија, дипломатија и трговина
Увео је фиксни новац. Развијао је трговину унутар царства, а слао је експедиције до Кабула и Инда.
Да би придобио своје поданике, дозвољавао је велику слободу вероисповести. Дозволио је Јеврејима да граде Јерусалимски храм. Штитио је и помагао градњу храмова свих вера. Толико да су чак сва Грчка пророчишта у Азији били на његовој страни у рату са Грцима.